# (31671) Masatoshi
(31671) Masatoshi ist ein Asteroid des Hauptgürtels, der am 13. Mai 1999 vom japanischen Astronomen Akimasa Nakamura am Kuma-Kōgen-Observatorium (Sternwarten-Code 360) in der japanischen Präfektur Ehime entdeckt wurde.
Der Asteroid wurde am 1. Mai 2003 nach dem japanischen Sänger und Schauspieler Masatoshi Nakamura (* 1951) benannt.